# Markus Märkl
Markus Märkl (* 2. Februar 1967 in Dillingen an der Donau) ist ein deutscher Cembalist, Pianist und Organist.

## Leben
Markus Märkl erhielt im Alter von elf Jahren seinen ersten Klavierunterricht von der Musiklehrerin Margarethe Müller in Dillingen. Mit 13 Jahren begann er autodidaktisch mit dem Orgelspiel und erhielt später Unterricht bei der Dillinger Basilikaorganistin Barbara Kubak. Er studierte ab 1985 als Hospitant am Augsburger Leopold-Mozart-Konservatorium Orgel bei Karl Maureen und Cembalo bei Michael Eberth. Nach dem Abitur 1987 folgte dort ein zweijähriges Hauptstudium in den Fächern Orgel und Cembalo, das er 1989 mit zwei Konzertexamen abschloss.  Im selben Jahr wurde er Preisträger beim „Internationalen Orgelwettbewerb Paul Hofhaimer“ in Innsbruck. Weitere Studien der Alten Musik mit Schwerpunkt „Historische Tasteninstrumente“ absolvierte er an der Schola Cantorum Basiliensis. Dort studierte er Orgel bei Jean-Claude Zehnder und Cembalo bei Andreas Staier. Zudem besuchte er Generalbasskurse bei Jesper Bøje Christensen und Kurse für Improvisation bei Rudolf Lutz. Märkl schloss sein Studium in Basel 1993 mit dem Orgeldiplom und 1995 mit dem Diplom für Cembalo ab.
Von 1993 bis 1995 unterrichtete Märkl an der Schola Cantorum Basiliensis Generalbass und Improvisation. Im Jahr 1995 zog er nach Paris und nahm seine internationale Konzerttätigkeit auf. Er konzertierte in zahlreichen Ländern Europas, in Australien, Israel, Singapur, Südamerika und den USA. Seit 1992 arbeitet er intensiv mit dem Countertenor Andreas Scholl zusammen und wirkte als dessen ständiger Cembalist. Außerdem arbeitete er unter anderem mit der Geigerin Hélène Schmitt, dem Flötisten Maurice Steger und Sängern wie Kai Wessel und Simone Kermes zusammen.
Seit 1998 lebt Märkl als freischaffender Musiker in Köln. 2003 wurde er Mitglied des Kölner Ensembles CordArte, das sich vor allem unentdecktem Repertoire des 17. Jahrhunderts widmet. Von 2005 bis 2013 war er Pianist des Kölner Ensembles Le Quatuor Romantique. Von 2009 bis 2010 studierte er an der Musikhochschule Köln Dirigieren bei Michael Luig. Es ist Gründungsmitglied der 2011 gegründeten Kölner Gesellschaft für Alte Musik e. V., die das Kölner Zentrum für Alte Musik (Zamus) sowie das Kölner Fest für Alte Musik betreibt. Von 2011 bis 2013 war er Vorstandsmitglied, danach bis 2017 erster Vorsitzender des Vereins.
In den Jahren 1995 bis 2006 wirkte Märkl regelmäßig als Dozent bei Kursen des Heinrich-Schütz-Hauses in Bad Köstritz.
Im Rahmen einer musikalischen Auszeit reiste er 2017 mit einer 50er Vespa zum norwegischen Nordkap und legte dabei über 9200 Kilometer zurück.

## Diskografie
- Deutsche Barocklieder. Mit Andreas Scholl, Basel Consort (Harmonia Mundi France; 1995)
- German Baroque Cantatas. Mit Andreas Scholl, Basel Consort, Concerto di Viole (Harmonia Mundi France; 1997)
- Cantates pour Alto de J. S. Bach. Mit Andreas Scholl, Chapelle Royale unter der Ltg. von Philippe Herreweghe (Harmonia Mundi France; 1998)
- Marco Uccellini (1610–1680). Mit Hélène Schmitt, Karl-Ernst Schröder, Arno Jochem (Christophorus; 1999)
- Telemann Solos & Trios. Mit Maurice Steger (Claves; 2001)
- A Musical Banquet. Mit Andreas Scholl, Christophe Coin, Edin Karamazov (Decca; 2001)
- Biagio Marini Op. 8. Mit CordArte (Raumklang; 2004)
- Unterwegs. Mit CordArte (Musicom Münster; 2005)
- Musicalische Frühlingsfrüchte. Mit CordArte (Pan Classics; 2006)
- Produzioni Armoniche. Mit Maria Jonas, Bernhard Hentrich, Stephan Rath (Alpha; 2006)
- Treasures. Mit CordArte (Pan Classics; 2007)
- Bach et le bon goût. Cembalo Solo (Pan Classics; 2008)
- Sonate, Battaglie & Lamento. Mit CordArte (Pan Classics; 2008)
- Henry Purcell (1659–1695). Mit CordArte (Pan Classics; 2009)
- Echo & Risposta. Virtuoso instrumental music from the galleries of the Abbey Church of Muri. Mit Les Cornets noirs (Audite; 2009)
- Mein Herz ist bereit. Mit Peter Kooij, CordArte (Pan Classics; 2009)
- O Solitude. Mit Andreas Scholl, Accademia Bizantina (Decca; 2010)
- A late romantic Christmas Eve. Mit Le Quatuor Romantique (Ars Produktion; 2010)
- Opera Fantasias from Shadowlands. Mit Le Quatuor Romantique (Ars Produktion; 2010)
- German Baroque Cantatas. Mit Hana Blažíková, CordArte (Pan Classics; 2013)
- Richard Wagner operatic chamber music. Mit Le Quatuor Romantique (Ars Produktion; 2013)
- Rapsodia Italiana, Stylus phantasticus in Early Baroque. Mit CordArte (Pan Classics; 2022)

## Schriften
- Die Elevationstoccaten Girolamo Frescobaldis unter Berücksichtigung der durezze e ligature des frühen 17. Jahrhunderts. Diplomarbeit, vorgelegt an der Schola Cantorum Basiliensis, 1995
- Werkeinführungen zu den Bach-Kantaten BWV 69a, BWV 120a, BWV 137, BWV 195, BWV 197 und BWV 213. In: Albert Jan Becking, Jörg-Andreas Bötticher und Anselm Hartinger (Hrsg.): „Wie schön leuchtet der Morgenstern“ – Johann Sebastian Bachs geistliche Kantaten. Schwabe Verlag, Basel 2012, ISBN 978-3-7965-2860-6.